# 查尔斯·J·麦卡锡
查尔斯·詹姆斯·麦卡锡（英語：Charles James McCarthy，1861年8月4日—1929年11月26日）是夏威夷领地第五任总督，于1918年至1921年间任职。